# Mahamedkhabib Kadzimahamedau
Mahamedkhabib Zajnudzinavich Kadzimahamedaw (født 26. maj 1994) er en russisk-født hviderussisk bryder, der konkurrerer i fristil.
Han repræsenterede Hviderusland ved sommer-OL 2020 i Tokyo, hvor han tog sølv i 74 kg.